# Cratere Karshi
Karshi  è un cratere sulla superficie di Marte.